# Kepler-7b
Kepler-7b é um dos cinco primeiros exoplanetas a serem confirmados pela sonda especial Kepler da NASA, e foi confirmada nos primeiros 33.5 dias de operações científicas do Kepler. Que orbita a estrela Kepler-7, ligeiramente mais quente e significativamente maior do que o Sol, que é esperado em breve chegar ao fim da sequência principal. Kepler-7b é um Júpiter quente que é cerca de metade da massa de Júpiter, mas é cerca de 1.5 (3/2) vezes o seu tamanho; na época de sua descoberta, Kepler-7b foi o segundo exoplaneta mais difuso conhecido, superado apenas pelo WASP-17b. Orbita sua estrela-mãe a cada 4.88 dias, a uma distância de aproximadamente 0.06 UA. Kepler-7b foi anunciado em uma reunião da American Astronomical Society, em 4 de janeiro de 2010. É o primeiro exoplaneta a ter um mapa rudimentar de cobertura de nuvens.

## Descoberta
Em 2009, a sonda espacial Kepler da NASA estava completando o último dos testes em seu fotômetro, o instrumento que ele usa para detectar eventos de trânsito, onde um planeta cruza na frente e escurece sua estrela-mãe, por um breve período e mais ou menos regular de tempo. Neste último teste, Kepler observou 50.000 estrelas do Kepler Input Catalog, incluindo Kepler-7; as curvas de luz preliminares foram enviadas para a equipe de ciência Kepler para análise, que escolheu companheiros planetários óbvios do grupo para acompanhamento em observatórios. Kepler-7 não foi um desses candidatos originais. Depois de um período de descanso de 1.3 dias, Kepler começou um período ininterrupto de 33.5 dias em que se observou 150.000 alvos ininterruptos até 15 de junho de 2009, quando os dados coletados foram baixados e testados para falsos positivos. O candidato de Kepler-7 não foi encontrado para ser um desses falsos positivos, como uma estrela binária eclipsando que pode gerar uma curva de luz que imita o trânsito de companheiros planetários. Kepler-7 foi então observado usando espectroscopia Doppler usando o Fibre-fed Echelle Spectrograph pelo Telescópio Óptico Nórdico das Ilhas Canárias por dez noites em outubro de 2009, tomou com relação à estrela HD 182488 para compensar possíveis erros no telescópio. Imagem Speckle da estrela foi tomada pelo Observatório WIYN no Arizona para verificar se há companheiros próximos; quando nenhum foi encontrado, o instrumento High Resolution Echelle Spectrometer do Observatório W. M. Keck, no Havaí, o Telescópio Harlan J. Smith do Observatório McDonald, no Texas, a câmera PRISM do Observatório Lowell, e o Telescópio Faulkes do Norte no Observatório Haleakala, em Maui, também foram utilizados para analisar a espectroscopia Doppler do candidato planetário. As observações de velocidade radial confirmou que um corpo planetário foi responsável pelas variações observadas na curva de luz de Kepler-7, confirmando-o assim como um planeta.
Primeiras descobertas do Kepler, incluindo os planetas Kepler-4b, Kepler-5b, Kepler-6b, Kepler-7b e Kepler-8b, foram anunciados em 4 de janeiro de 2010, na reunião 215 da American Astronomical Society, em Washington, D.C.
Em maio de 2011, o planeta foi detectado por variações no brilho da estrela. Verificou-se que Kepler-7b tem um relativamente alto albedo geométrico de 0.3.

## Estrela hospedeira
Kepler-7 é a maior estrela hospedeira dos primeiros cinco planetas detectados pelo telescópio Kepler, e está situada na constelação de Lyra. Esta estrela tem raio de 1,84 vezes o do Sol. Kepler-7 também tem 1,35 vezes a massa do Sol, e, portanto, é maior e mais massivo (embora menos denso do que) o Sol. Sua temperatura na superfície é um pouco mais elevada do que a do Sol, cerca de 5933 K. A estrela está perto do fim de sua vida na sequência principal. Acredita-se que a metalicidade desta estrela seja de [Fe/H] = 0.11, o que significa que as raias de absorção observadas na análise espectral da luz provenidente de Kepler-7 sugerem que ela tem 128% da proporção de ferro que é detectada no Sol.

## Características

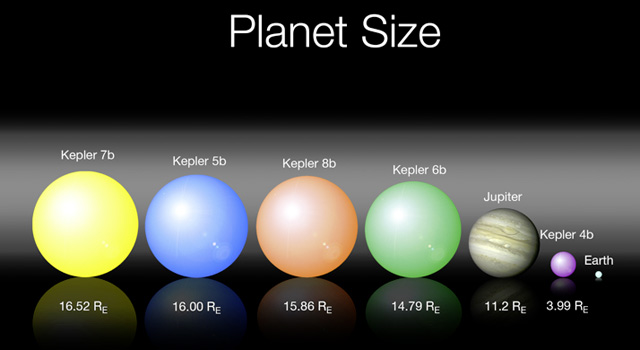
O tamanho dos cinco primeiros planetas descobertos pelo Kepler. Kepler-7b é o maior planeta, e é mostrado em amarelo no lado esquerdo

Kepler-7b é um Júpiter quente, um exoplaneta semelhante a Júpiter e muito próximo à sua estrela. Sua temperatura de equilíbrio é cerca de 1540 K. No entanto, dos cinco primeiros planetas descobertos pelo Kepler, é o segundo menos quente, sendo superado apenas pelo Kepler-6b. Sua temperatura de equilíbrio é cerca de 9,3 vezes mais elevada que a de Júpiter. Kepler-7b tem uma massa de apenas 0.433 a de Júpiter, mas devido à proximidade da sua estrela o planeta se expandiu para um raio de 1.478 ao de Júpiter. Devido a isso a sua densidade média é de apenas 0.166 g/cm3, aproximadamente o mesmo que o poliestireno expandido, uma substância utilizada para a fabricação de produtos leves, de plástico comerciais descartáveis. Somente WASP-17b (0.49 MJ; 1.66 RJ) foi conhecida por ter uma densidade inferior no momento da descoberta de Kepler-7b. Essas baixas densidades não são previstas pelas teorias convencionais atuais de formação de planetas. Kepler-7b orbita sua estrela-mãe a cada 4.8855 dias a uma distância de 0.06224 UA, tornando-se o mais distante planeta em órbita dos cinco primeiros descobertos pelo Kepler. Mercúrio, em contraste, orbita a uma distância de 0.387 AU a cada 87.97 dias.

## Mapeamento de nuvens
Astrônomos usando dados do Kepler e o Telescópio Espacial Spitzer da NASA criaram um mapa de nuvens do planeta. É o primeiro mapa de nuvens a ser criado além do Sistema Solar. Observações de luz visível do Kepler de fases semelhantes às da Lua levaram a um primeiro mapa do planeta, que mostrou um ponto brilhante em seu hemisfério ocidental. Mas esses dados não eram suficientes por si só para decifrar se a mancha brilhante estava vindo de nuvens ou calor. O Telescópio Espacial Spitzer desempenhou um papel crucial na resposta a esta pergunta.
Jonathan Fortney, professor de astronomia e astrofísica da Universidade da Califórnia em Santa Cruz, disse: "Essas nuvens podem muito bem ser compostas de rocha e ferro, uma vez que o planeta tem mais de 538 °C de temperatura)". Brice-Olivier Demory do Instituto de Tecnologia de Massachusetts observou que os oceanos e continentes não podem ser detectados, mas uma assinatura reflexiva clara foi detectada que é interpretada como nuvem. Thomas Barclay, cientista Kepler da NASA Ames Research Center, disse: "Ao contrário na Terra, os padrões de nuvens do planeta parecem não mudar muito ao longo do tempo, tem um clima bastante estável".